# 鈴木勝 (バーチャルYouTuber)
鈴木 勝（すずき まさる）は、ANYCOLOR株式会社が運営するにじさんじに所属するバーチャルライバー（バーチャルYouTuber）。2つ名として「漆黒の捕食者 Darkness Eater」「D.E.」を名乗っている。
キャラクターデザインは神吉李花。

## 人物
他のライバーからは「かつ君」「もぐもぐ君」と呼ばれることもある。
好きな食べ物は、ハンバーグとプリン、チーズ。嫌いな食べ物は目玉焼きとセロリ。2019年12月の上京前は演劇部に所属し部長を務めていた。

### 芸風
配信や動画の最初に「盟友諸君、良い夜をお過ごしだろうか」「俺様がにじさんじ所属天才イケメンバーチャルライバー、漆黒の捕食者Darkness Eater即ちD.E.こと鈴木勝です」と挨拶するのが恒例となっている。
活動内容は、配信ではゲーム実況、ASMR、雑談、朗読、動画では歌動画など多岐に渡る。中でもデビュー初期から行っている劇場型企画（ストーリー配信）が特色。耐久配信など、10時間以上長時間にわたって配信を行うこともある。

## 来歴

### 2018年
- 2018年6月3日、いちから株式会社のにじさんじプロジェクトグループ候補生「にじさんじSEEDs」よりシークレット枠としてデビュー。Twitterで初投稿を行い活動開始[1]。
- 6月9日、YouTubeの1stチャンネルにて初配信[2]。
- 6月10日、ニコニコ動画にて動画初投稿。
- 8月1日、Mirrativにて初配信。
- 12月、「にじさんじSEEDs」が「にじさんじ」に統合され、「にじさんじ」所属となる[3]。

### 2019年
- 2019年1月11日、2ndチャンネルが収益化される。
- 1月25日、ASMR配信を始める。
- 4月1日、エイプリルフール企画でバーチャルライバー「Ruco（るこ）」としてバ美肉（バーチャル美少女受肉）した。その後も度々Rucoとして配信を行っている。
- 5月9日、1stチャンネルが収益化される。

### 2020年
- 2020年1月23日、にじさんじ公式放送内にて、ユニバーサルミュージックのレーベル「Virgin Music」よりメジャーデビュー予定のユニット「Rain Drops」メンバーの1人であることが発表された。「#RainDrops」はTwitter世界トレンド1位、YouTube同時アクセスは5.1万人を記録した[4]。
- 5月31日、bilibiliにて初配信。
- 9月21日、チャンネル登録者数10万人突破。

### 2021年
- 2021年2月28日、にじさんじ Anniversary Festival 2021出演[5]
- 9月20日、Live2Dモデル3.0実装。
- 10月22日、チャンネル登録者数20万人突破。

### 2022年
- 2022年7月8日、メディアミックスプロジェクト、「Lie:verse Liars （リーバース・ライアーズ）」へ参加することが判明。[6]
- 8月3日、「Lie:verse Liars （リーバース・ライアーズ）」公式YouTube動画、公式Twitterにて、「須賀結城」役として参加することが発表。[7][8]
- 10月1日、「にじさんじフェス 2022」演劇ステージ「不思議の国のアリス」にてウサギ役として出演。[9]

## ユニット
おなえどし組（OD組）
にじさんじSEEDs1期生出身メンバーの出雲霞、鈴木勝、卯月コウの3人のユニット。名前の通り3人共に中学2年生の13歳で同い年である。名称の由来は「同い年」を鈴木勝が覚え間違えていたことに由来する。
もぐも組
出雲霞と活動する際のコンビ。「にじ鯖ハロウィン」参加を機に名称が決定された。
Rain Drops
緑仙、三枝明那、童田明治、鈴木勝、える、ジョー・力一のバーチャルライバーからなるユニット。

## 出演

### インターネットラジオ
- にじさんじpresentsだいたいにじさんじのらじお（2019年10月6日 - 、超!A&G+）第30回及び5月パーソナリティ、第35回まで出演。

### ボイスコミック
- 女装パンデミック（綿樫ヒカル）

### 演劇
- にじさんじフェス 2022 演劇ステージ「不思議の国のアリス」（ウサギ[9]）

### メディアミックス
- Lie:verse Liars（須賀結城）